# Baia dell'Avača
La baia dell'Avača (in russo Авачинская бухта?, Avačinskaja buchta) è un'insenatura interna al golfo dell'Avača, sulla costa sud-orientale pacifica della penisola della Kamčatka. Si trova nel Territorio della Kamčatka, nell'Estremo oriente russo. Ospita il principale porto della Kamčatka, la città di Petropavlovsk-Kamčatskij.

## Geografia
La baia dell'Avača è molto ampia, ha una superficie di 215 km²; è lunga 24 km ed è larga 3 km all'ingresso, tra capo Majačnyj (мыс Маячный) e capo Bezymjannyj (мыс Безымянный). Le coste sono frastagliate e comprendono altre baie e insenature, la maggiore delle quali è la baia di Krašeninnikov (бухта Крашенинникова) a sud.
Nel golfo sfociano i fiumi Avača (Авача) e Paratunka (Паратунка). Oltre al porto di Petropavlovsk-Kamčatskij, si trova nella baia anche la città di Viljučinsk. Imponenti a nord-est i vulcani Korjakskij e Avačinskij (Avača). Simbolo della baia sono i faraglioni Tri Brata (in italiano "tre fratelli"), situati all'ingresso, vicino a capo Majačnyj (52°53′35″N 158°41′20″E).

## Storia
La baia è stata visitata nel 1729 durante la prima spedizione in Kamčatka sotto il comando di Vitus Bering; è stata poi esplorata e mappata (1849) dal capitano Michail Dmitrievič Teben'kov.

## Galleria d'immagini

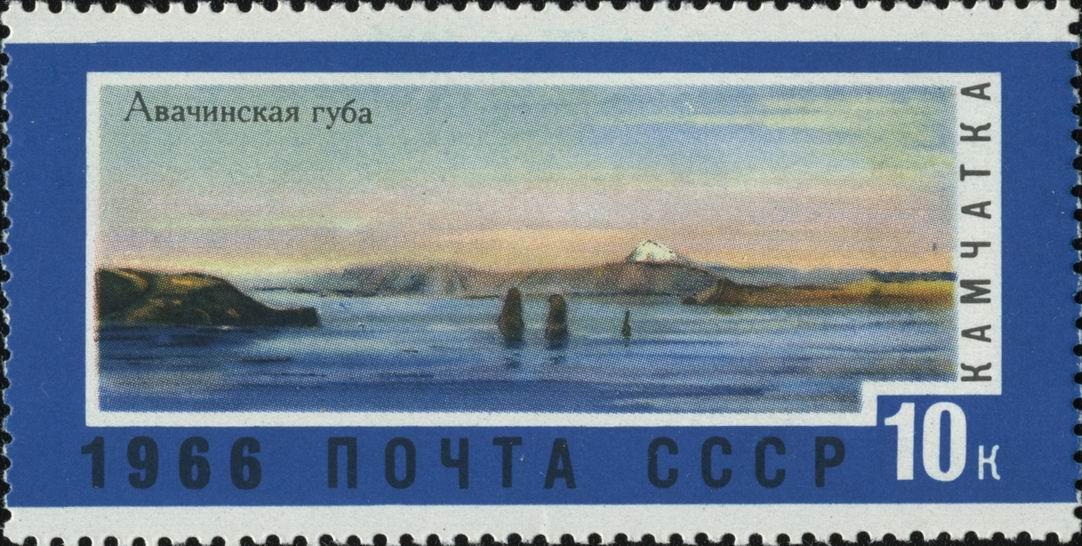
Riproduzione della baia dell'Avača su di un francobollo dell'URSS.
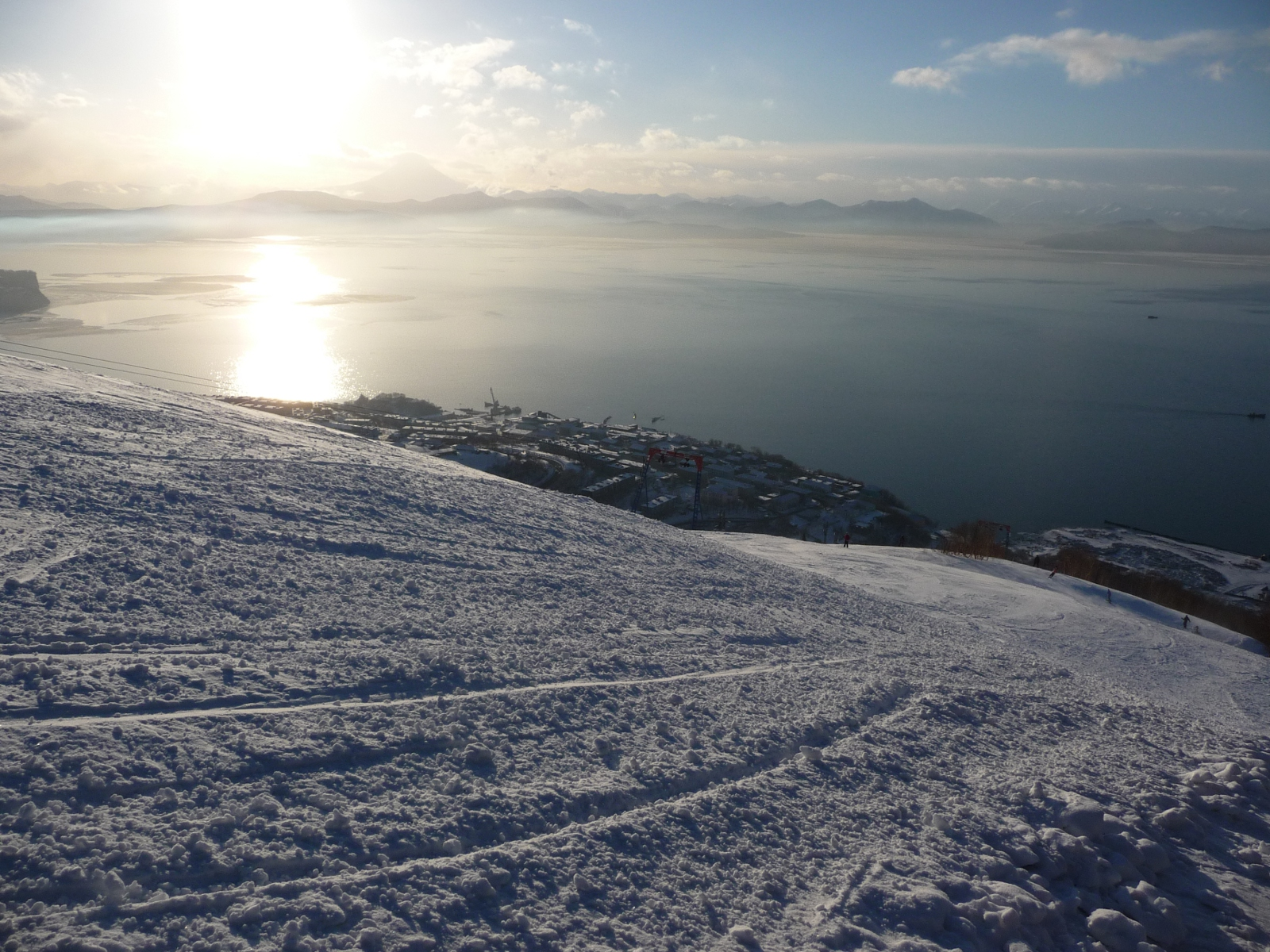
Veduta invernale della baia.
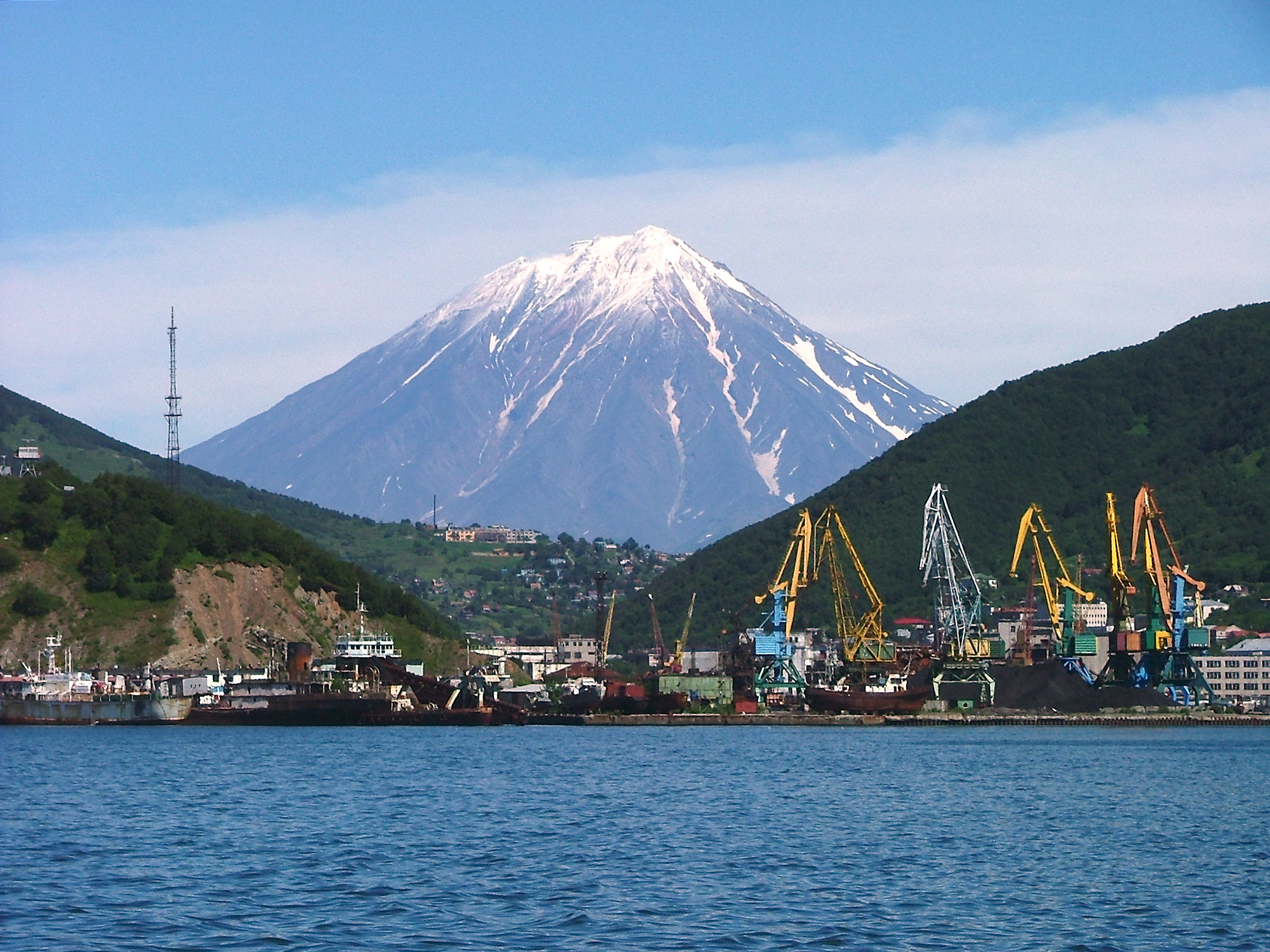
Veduta della baia dell'Avača con il porto di Petropavlovsk-Kamčatskij. In fondo il vulcano Korjakskij.